# Mordellistena bicoloripilosa
Mordellistena bicoloripilosa es una especie de coleóptero de la familia Mordellidae.

## Distribución geográfica
Habita en Europa.